# Blij dat het morgen maandag is
Blij dat het morgen maandag is is de enige single die werd uitgegeven door de muziekgroep Stampei. Huub van der Lubbe was de auteur in overleg met de band. Stampei kwam in de vijf jaar dat ze bestond niet toe aan hun album. In 1981 kwam uit de resten De Dijk voort. De B-kant 't Valt allemaal niet mee werd eveneens geschreven door Huub van der Lubbe, echter samen met Hans van der Lubbe.
De opnamen vonden plaats in de Bovema-geluidsstudio te Heemstede.
Het plaatje kreeg vanwege grof taalgebruik van diverse omroepen (Veronica, NCRV) een ban aan de broek. Wellicht was dat een oorzaak dat de hitparades niet gehaald werden.